# Torre dei Toschi
La Torre dei Toschi è una delle circa 20 torri gentilizie ancora esistenti nel centro storico della città di Bologna.

## Struttura
Costruita nel XII secolo, è alta 26 metri, con lati di 6,70 metri alla base e 6,30 metri alla sommità. Lo spessore murario è, invece, di 2,10 metri al suolo e 1,20 metri al livello del tetto della casa in cui è inglobata, la cinquecentesca casa Policardi, al numero 3 della moderna (1893) piazza Minghetti. In origine era probabilmente più alta. Conserva ancora gli originali fori da ponte e una finestra ad arco sul lato meridionale, così come (esternamente) il rivestimento di laterizio con i caratteristici mattoni "molati" negli angoli, mentre internamente i muri sono molto scarniti, forse a causa di un antico incendio, e hanno perduto la cortina di mattoni.

## Storia
I Toschi, di probabile origine toscana, a Bologna si dividevano in due famiglie: una nobile e ghibellina, poco nota, due membri della quale parteciparono alle crociate, e una guelfa, di estrazione popolare ma molto più conosciuta. Nel '400 i Toschi furono protagonisti di due vicende che suscitarono molto clamore in città e segnarono il definitivo tramonto di questa antica famiglia. La prima fu il tentato avvelenamento di Giovanni degl'Orsi e di sua moglie da parte di Giovanni de' Toschi, pazzamente innamorato della donna, che però fu scoperto e fuggì dalla città. La seconda fu l'omicidio, nel 1467, di Ugolino di Stefano Toschi da parte dei suoi stessi fratelli per questioni di eredità.
L'attribuzione della torre alla famiglia Toschi non è stata facile per gli studiosi, a causa della vicinanza alle case di altre famiglie proprietarie di torri, tra cui i Passipoveri, i Caccianemici (che però quasi certamente ne entrarono in possesso più tardi) e i Carrari.